# Trận Novara (1849)
Trận Novara là một trận đánh trong cuộc Chiến tranh giành độc lập Ý lần thứ nhất, diễn ra vào ngày 23 tháng 3 năm 1849. Trong trận chiến này, Quân đội Đế quốc Áo dưới sự chỉ huy của Thống chế Joseph Radetzky von Radetz đã giành thắng lợi quyết định và nhanh gọn trước Quân đội Sardinia-Piedmont dưới quyền viên tướng người Ba Lan Wojciech Chrzanowski và đích thân vua Carlo Alberto Amedeo của Sardinia. Đây được xem là một chiến thắng của các đợt tấn công bằng đội hình hàng dọc và các chiến thuật lưỡi lê. Chiến thắng này đã thể hiện tài nghệ của Radetzky, khi ông đã 82 tuổi, và chấm dứt sự tái diễn cuộc chiến tranh đồng thời góp phần cản trở quá trình thống nhất nước Ý. Với thắng lợi này, người Áo đã chiếm giữ miền Bắc và miền Trung Ý.
Sau khi Radetzky đánh thắng quân Sardinia trong trận Custoza (1848), Sardinia buộc phải ký kết Thỏa ước với Áo. Tuy nhiên, do bị đả kích kịch liệt, mùa xuân năm sau vua Sardinia tái chiến với nước Áo. Radetzky thắng thế và tiến quân về phương Bắc, và Carlo Alberto tổ chức phản công. Hai đoàn quân đã giao tranh với nhau tại Novara vào ngày 23 tháng 3 năm 1849. Dù ban đầu gặp khó khăn, quân đội của Radetzky – vốn đã quen với chiến trận và được huấn luyện tốt hơn – đã liên tiếp tung những đòn "vỗ mặt" làm quân Sardinia bị suy kiệt, và rồi tiến công bọc sườn đối phương. Quân Áo đã đe doạ mạnh mẽ đến đường rút của quân Sardinia. Trận đánh đã kết thúc với thắng lợi toàn diện của quân đội Áo, thậm chí còn lớn hơn trận Custoza trước đó. Quân Sardinia bị tan tác, phải rút chạy trong hỗn loạn. Chừng 1 vạn xác chết phơi trên bãi chiến trường đã minh chứng cho sự tàn khốc của trận chiến. Bị ô nhục sau hai thảm bại tại Custoza và Novara, Carlo thoái vị trong đêm hôm đó và truyền ngôi cho con là Victor Emmanuel II. Vào ngày 24 tháng 3 năm 1849, Radetzky gặp gỡ Victor Emmanuel II ở phía Bắc Novara và ký kết Thỏa ước. Theo đó, người Sardinia phải bồi thường cho người Áo một khoản chiến phí lớn.
Thất bại thê lương này khiến cho quân Sardinia không còn là một lực lượng chiến đấu hữu hiệu nữa. Radetzky đã được tặng thưởng sau trận Novara. Thắng lợi tại Novara đã gia tăng sĩ khí và khẳng định niềm tin của Quân đội Áo vào ông. Ngoài ra, sau thắng lợi này, ông cũng đem quân đi phong tỏa thành Venezia, buộc Venezia phải đầu hàng vào tháng 8 năm ấy.